# Santa María Ajoloapan
Santa María Ajoloapan är en stad i Mexiko, tillhörande kommunen Tecámac i delstaten Mexiko. Santa María Ajoloapan ligger i den centrala delen av landet och tillhör Mexico Citys storstadsområde. Staden hade 17 784 invånare vid folkräkningen 2010 och är fjärde störst i kommunen.